# Edwin Roxburgh
Pour les articles homonymes, voir Roxburgh.
Edwin Roxburgh (né en 1937) est un compositeur anglais, chef d'orchestre et hautboïste.   

## Biographie
Edwin Roxburgh est né à Liverpool. Après avoir joué du hautbois au National Youth Orchestra, il remporte une double bourse pour étudier la composition avec Herbert Howells et le hautbois avec Terence MacDonagh au Royal College of Music. Il a également étudié la composition avec Nadia Boulanger à Paris et Luigi Dallapiccola à Florence. 
Après ses études, il devient hautboïste du Sadler's Wells Opera et enseigne la composition et la direction d'orchestre au Royal College, où il fonde le Twentieth Century Ensemble de la MRC.  
Parmi ses élèves figurent Jonathan Lloyd, Daniel Giorgetti, Kenneth Hesketh, Dai Fujikura, Luke Bedford, David Warburton et Helen Grime.
Il rédige le Guide Menuhin de musique pour le hautbois en collaboration avec Léon Goossens en 1977.  
En 2004, Roxburgh devient chef de composition par intérim au Birmingham Conservatoire et, à partir de 2005, tuteur invité en composition et direction d’orchestre. En 2007, son 70e anniversaire a été fêté par une série de concerts mettant en vedette une sélection de ses œuvres. En 2008, il reçoit la bourse Elgar de la Royal Philharmonic Society. 
Il est également compositeur associé du London Festival Orchestra.

## Publication
- Conducting for a New Era, Londres, Woodbridge, Boydell & Brewer, 2014.  (ISBN 9781843838029)

## Enregistrements
- Christopher Redgate (oboe, oboe d’amore); Stephen Robbings (piano)

Ensemble Exposé/Roger Redgate (Elegy)
rec. Coombehurst Studio, Kingston University, 2 March 2008 (Elegy), 13 April 2008 (Eclissi, Antares, Aulodie) and 26 May 2008 (Images, Study 1, Cantilena),.